# Prefectura Mie
Prefectura Mie (三重県 Mie-ken?) este una din prefecturile din Japonia.

## Geografie

### Municipii
Prefectura cuprinde 14 localități cu statut de municipiu (市):
| - Iga - Inabe - Ise - Kameyama | - Kumano - Kuwana - Matsusaka - Nabari | - Owase - Shima - Suzuka | - Toba - Tsu (centrul prefectural) - Yokkaichi |